# Primary Life Support System

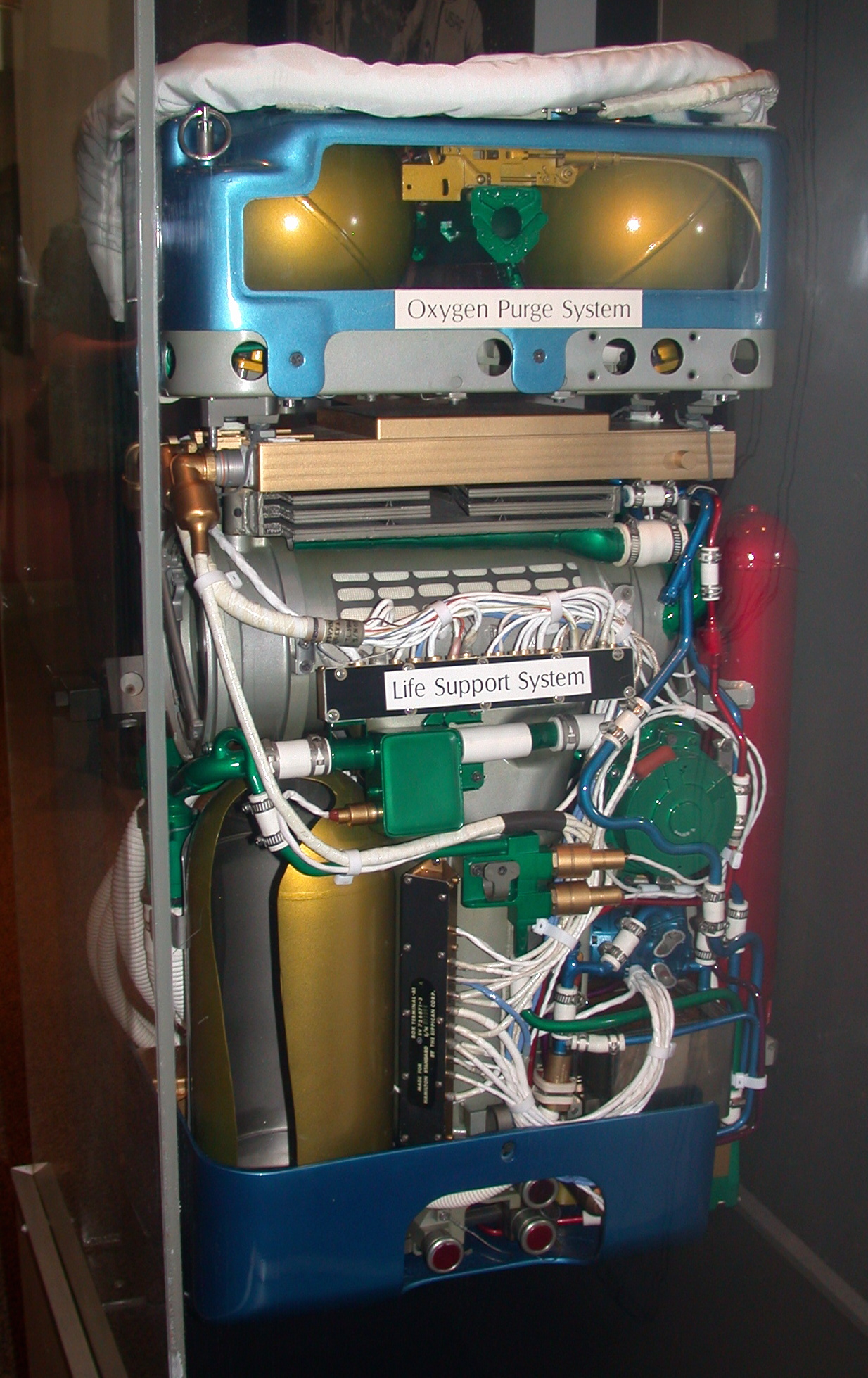
Un PLSS sans sa protection extérieure.

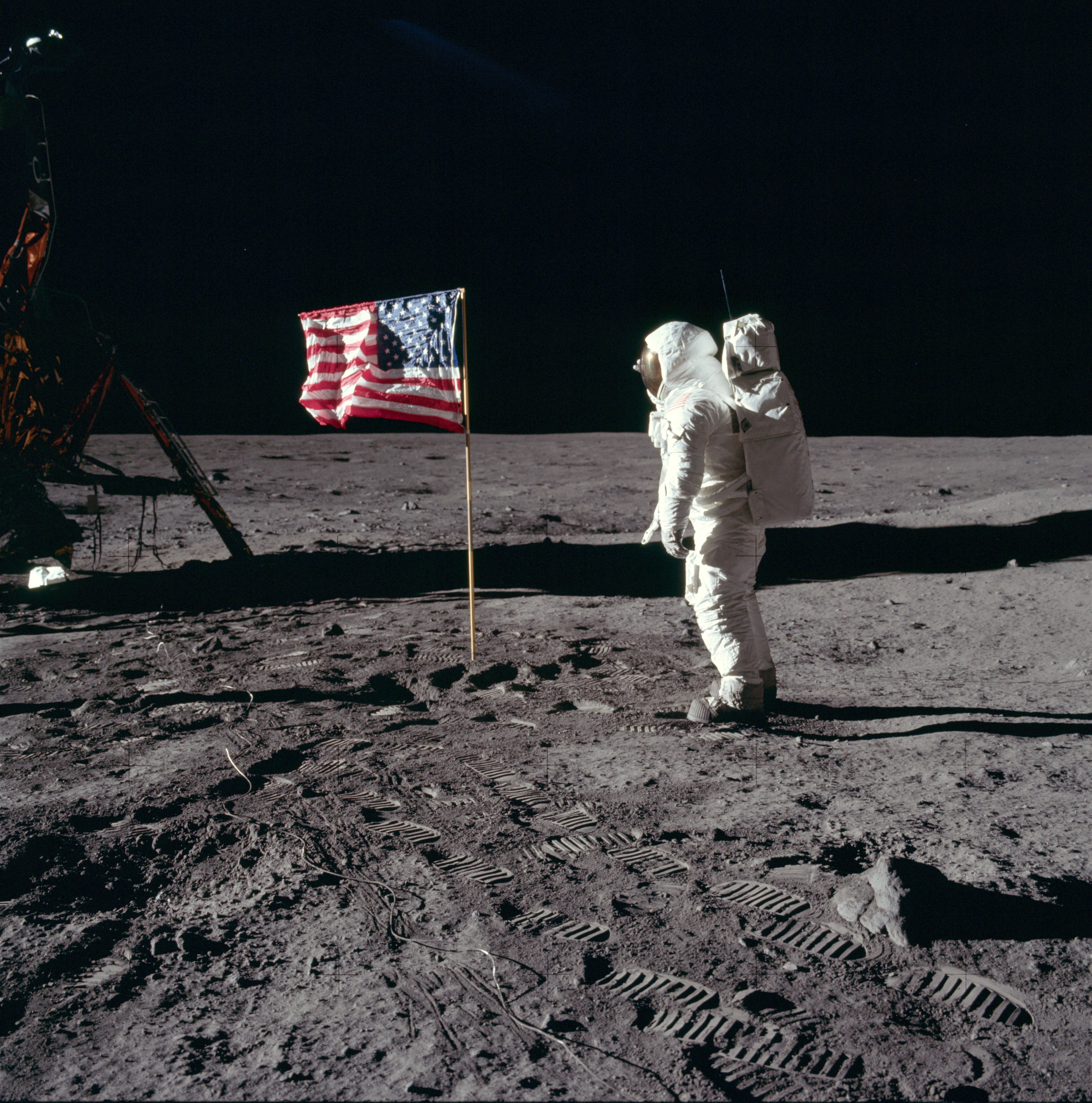
Buzz Aldrin sur la Lune en juillet 1969. Sur son dos : le PLSS.

En astronautique, le Primary Life Support System (de l'anglais signifiant littéralement « système primaire de survie »), couramment abrégé par le sigle PLSS, est un ensemble d'équipements chargés de maintenir en vie les astronautes durant leurs sorties extravéhiculaires. Ces équipements sont regroupés de manière compacte dans un ensemble porté en sac à dos de la combinaison spatiale.
Le PLSS remplit les fonctions suivantes :
- Il maintient la pression de la combinaison dans le vide.
- Il fournit le dioxygène nécessaire à la respiration.
- Il absorbe le dioxyde de carbone, l'humidité, les odeurs.
- Il maintient la température de la combinaison grâce à un circuit de refroidissement utilisant de l'eau.
- Il mesure et restitue les principaux paramètres concernant ses fonctions.
- Il fournit des moyens de communication à l'astronaute.

Essayé pour la première fois dans l'espace le 6 mars 1969 par l'astronaute Russell Schweickart lors d'une activité extravéhiculaire, il est utilisé sur la Lune de juillet 1969 à décembre 1972 par les douze hommes ayant marché sur la Lune.